# 에트루리아 문자
에트루리아 문자는 이탈리아의 비(非) 인도유럽어 민족에 속하는 에트루리아인이 기원전 8세기경에 그리스 문자(그중에서도 아마 칼키스 형태)를 바탕으로 만든 표기체계이다.
에트루리아 문자는 1만 개가 넘는 비문을 통해 현대 학자들에게 알려졌다. 이 문자는 근동 지방의 문자나 초기 그리스 문자형태와 마찬가지로 대개 오른쪽에서 왼쪽으로 썼지만, 때로는 '좌우 교대 서식'(행이 바뀔 때마다 쓰는 방향을 바꾸어, 오른쪽에서 왼쪽으로 쓴 행과 왼쪽에서 오른쪽으로 쓴 행이 교대로 나오는 방식)도 나타난다. 세월이 흐르면서 이 문자의 형태와 구조는 많은 변화를 겪었다. 기원전 400년경에 에트루리아 문자는 최종적인 형태('고전형')에 도달했다. 이 때의 자모는 초기의 26개 자모(BC 700경)나 23개 자모(BC 5세기)보다 줄어든 20개, 즉 4개의 홀소리(a, e, i, u)와 16개의 닿소리로 이루어졌다. 이 문자는 적어도 기원후 1세기까지는 계속 고전형으로 씌어졌고, 에트루리아어는 그 후에도 수백 년 동안 사용되었다. 에트루리아 표기체계는 라틴 문자를 비롯하여 다른 이탈리아 문자들을 파생시켰고, 결국 라틴 문자가 에트루리아 문자 대신 쓰이게 되었다.

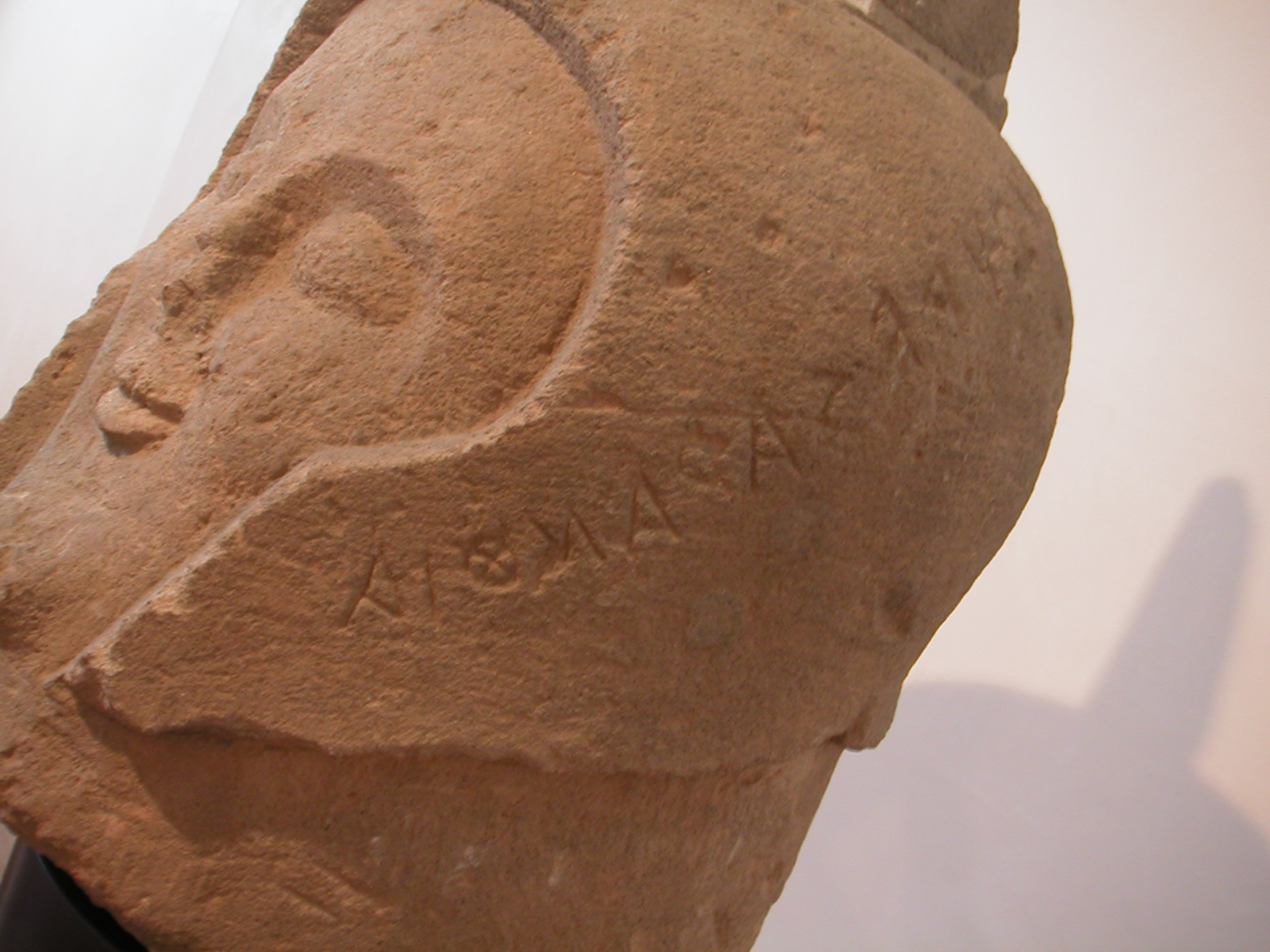
에트루리아 cippus (무덤 비석)으로 네크로폴리스(이탈리아 오르비에토 크로시피소 델투포)

## 글자
/ / 안은 국제음성기호다.
| 자형 | 현대 문자 전사 | 발음      |
| ---- | -------------- | --------- |
|      | a              | /ɑ/       |
|      | c              | /k/       |
|      | e              | /e/       |
| ,    | h              | /h/       |
|      | i              | /i/ , /j/ |
|      | k              | /k/       |
| ,    | χ              | /kʰ/      |
|      | l              | /l̪/       |
|      | m              | /m/       |
|      | n              | /n̪/       |
|      | o              | /u/       |
|      | p              | /p/       |
|      | p2             | /ɸ/       |
| ,    | φ              | /pʰ/      |
|      | q              | /k/       |
|      | r              | /r̪/       |
|      | s              | /s̪/       |
|      | ś              | /ʃ/       |
|      | t              | /t̪/       |
| ,    | θ              | /t̪ʰ/      |
|      | v              | /w/       |
| Z    | z              | /t̪͡s̪/      |

## 같이 보기
- 고대 이탈리아 문자
- 룬 문자